# Dzielnica żydowska w Poznaniu

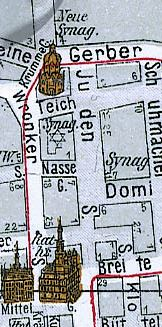
Plan okolic dzielnicy żydowskiej z 1907 r.

Dzielnica żydowska w Poznaniu – obszar w północno-wschodniej części średniowiecznego Poznania, zamieszkiwany od czasów lokacji do 1939 roku przez społeczność żydowską.

## Położenie
Poznańska dzielnica żydowska powstała w zachodniej części przedlokacyjnej osady św. Gotarda, tj. w okolicach dzisiejszej ulicy Żydowskiej. Choć w wykazach ewidencyjnych nie figurowała jako osobna dzielnica, nie została otoczona murem ani nie przestrzegano zakazu najmu domów chrześcijańskich w pobliżu getta, w rzeczywistości była dość odrębna terytorialnie. Jej centrum stanowił odcinek ulicy Żydowskiej na północ od ulicy Kramarskiej, ciągnący się aż do murów miejskich. Obejmowała parcele od wschodniej pierzei ulicy Wronieckiej do wschodniej pierzei ulicy Szewskiej oraz zabudowę ulicy Dominikańskiej.
Dawniej w jej wschodniej części, między kościołem karmelitów a klasztorem dominikanów, wznosił się ostaniec Złotej Góry. Przez swoje położenie była nazywana również Górą Żydowską, natomiast określenie Góra Pogrzebowa może wskazywać na lokalizację pierwszego kirkutu na terenie Poznania. Wzniesienie splantowano prawdopodobnie w drugiej połowie XVIII wieku.

## Historia
Już w pierwszych latach po lokacji dzielnica żydowska była najgęściej zabudowanym terenem w mieście. Oparto ją na przetrwałych fragmentach przedlokacyjnej osady św. Gotarda, które poddano modernizacji. W średniowiecznej Polsce Poznań i Kalisz posiadały jedne z większych kolonii żydowskich. Ludność żydowska w Poznaniu pojawiła się liczniej dopiero w drugiej połowie XIV wieku, na skutek prześladowań w Europie Zachodniej, zajmując okolice ówczesnej ulicy Tkackiej, która już w XV w. coraz częściej nazywana była Żydowską.
Na narożniku pobliskich ulic Szewskiej i Dominikańskiej, prawdopodobnie w 1367, powstała najstarsza synagoga, choć jej istnienie potwierdzono dopiero w 1449 roku. Od czasu powstania poznańskiego kahału aż do eksterminacji w 1939 roku na obszarze getta powstało około 20 synagog. Część z nich wzniesiono z funduszy gminy, a resztę z inicjatywy osób prywatnych lub różnych stowarzyszeń.
Najpopularniejszym zajęciem poznańskich Żydów było kuśnierstwo i krawiectwo, jednak część z nich trudniła się lichwą, co przyczyniło się do złej reputacji tej grupy społecznej i upatrywania przez innych mieszkańców źródła pożarów miasta w złych warunkach sanitarnych i higienicznych dzielnicy żydowskiej. Jeden z nich – z 1464 roku – poważnie osłabił liczebność kahału, któremu udało się odnowić swoją liczebność dopiero na początku XVI wieku. Ocalałe od płomieni domy żydowskie zostały wówczas splądrowane. Poznańscy Żydzi po pożarze dzielnicy żydowskiej z 2 maja 1536 zostali zwolnieni przez Zygmunta Starego z płacenia podatków i opłat na cztery lata, by móc odbudować swoje domy. Kolejny pożar w 1590 zajął teren dzielnicy żydowskiej i jej okolic, niszcząc 160 domostw (w tym 75 ze 115 domów żydowskich) oraz część murów miasta. 1400 Żydów zamieszkujących Poznań przed pożarem musiało opuścić miasto, przenosząc się m.in. do Stanisławowa i Swarzędza, skąd wróciło dwa lata później i rozpoczęło odbudowę dzielnicy oraz Starej Synagogi.
W XV wieku popularną praktyką wśród okolicznej szlachty i rycerstwa było wykupywanie domów w rejonie dzielnicy żydowskiej. Należały one m.in. do Abrahama Zbąskiego, Sędziwoja Ostroroga i jego syna Dobrogosta. Domy szlacheckie na Rynku i głównych ulicach miasta pojawiły się dopiero pod koniec średniowiecza.
Około 1537 roku w murze miejskim, u wylotu ulicy Żydowskiej powstała Furta Żydowska – przejście, prowadzące z dzielnicy żydowskiej przez zamieszkane przez Żydów przedmieścia Bramy Wronieckiej do rzeźni nad Wartą.
W 1538 Zygmunt I Stary potwierdził umowę z poznańskim kahałem, dotyczącą posiadania 28 domów. Wtedy też pojawia się pierwsza wzmianka o żydowskim szpitalu w murach Poznania. W 1558 roku magistrat podpisał ugodę z władzami kahału, umożliwiającą Żydom posiadanie w swojej dzielnicy 83 domów, podczas gdy wszystkie poprzednie zgody zezwalały jedynie na 49 domostw. Zakazano jednak zamieszkiwania wykuszy i murów miejskich. W 1619 dzielnicę żydowską zamieszkiwało ok. 2000 osób, a średnia gęstość zaludnienia wynosiła 16,5 osoby, czyli 5 gospodarstw na jeden zamieszkany budynek, podczas gdy w pozostałych częściach miasta jeden dom mieścił około 1,6 gospodarstwa. Na terenie getta występowała również duża rozpiętość liczby osób zamieszkujących jeden budynek: było to od 2 do 13 osób na izbę (2 gospodarstwa). Z czasem ta wartość rosła: w 1779 roku liczba osób zamieszkujących jeden dom wynosiła 33. W październiku 1619 Żydzi zamieszkiwali 134 domy i kamienice, z czego 22 były wynajmowane od szlachty. Większość z nich pozostawała drewniana i jednoizbowa
Poznańska Komisja Dobrego Porządku zajmowała się m.in. sprawami zabezpieczenia przeciwpożarowego miasta. Z tego względu nakazała magistratowi zaopatrzenie się w dwie sikawki, a ze względu na dużą koncentrację zabudowań drewnianych do 23 czerwca 1780 własną mieli zakupić również Żydzi. Po aneksji Wielkopolski do Niemiec zalecenia te nigdy nie zostały zrealizowane, a część budynków w murach pozostała drewniana. Mimo to działalność komisji wpłynęła pozytywnie na poziom sanitarny i estetyczny poznańskiej dzielnicy żydowskiej.
W styczniu 1613 w synagodze przy ul. Żydowskiej wybuchł pożar, który pochłonął kilkanaście pobliskich domów. 25 lipca 1716 oddziały konfederatów tarnogrodzkich w czasie trzeciej wojny północnej splądrowały dzielnicę żydowską, zabijając 33 osoby i raniąc kilkadziesiąt innych. Poważny wybuch nastrojów antyżydowskich w Poznaniu nastąpił po pożarze miasta 16 marca 1717. Wybuchł on w jednej z synagog i strawił większość ksiąg i papierów. Jako że Żydzi bronili dostępu do swojej dzielnicy, nie podejmując próby ugaszenia ognia, oskarżano ich wówczas o umyślne podpalenie miasta. W wyniku powodzi w lipcu 1736 zalany został zespół trzech gminnych synagog przy ulicy Żydowskiej i 34 pobliskie kamienice. Kolejny pożar w 1764 zniszczył 76 domów, ponownie zespół trzech synagog przy ul. Żydowskiej i pochłonął wiele ofiar, wskutek czego gmina żydowska w Lesznie przez kilkanaście lat wiodła prym wśród kahałów wielkopolskich. Na skutek pożaru 15 kwietnia 1803 spłonęło 276 domów, a 5180 osób (w tym ok. 600 Żydów) straciło dach nad głową. Zezwolono im wówczas na osiedlanie się w innych dzielnicach, jednak większa część społeczności żydowskiej podjęła się odbudowy swoich domostw. W trakcie odbudowy zniszczonego getta i okolic, podjęto decyzję o likwidacji wschodniego odcinka ulicy Mokrej (od Żydowskiej do Szewskiej), na rzecz ulicy Dominikańskiej.
W 1931 roku w Poznaniu mieszkały 1954 osoby wyznania mojżeszowego, z czego 1604 – w śródmieściu. 894 osoby podawały język żydowski jako ojczysty. 30 października 1939 Heinrich Himmler wydał nakaz wysiedlenia wszystkich Żydów z terenu Wielkopolski. Pierwsza wywózka z obozu przejściowego na Głównej do Generalnego Gubernatorstwa miała miejsce 12 grudnia tego samego roku. W czerwcu 1946 w Poznaniu przebywało 343 Żydów, z czego większość z nich opuściła Polskę jeszcze w tym samym roku. Gminę żydowską udało się odrodzić dopiero w 1999 roku.

## Zabudowa
- kamienica zarządu gminy żydowskiej (ul. Stawna 10)
- Nowa Synagoga w Poznaniu (ul. Wroniecka 11a)
- Kościół Najświętszego Serca Jezusowego i Matki Boskiej Pocieszenia (ul. Szewska 18)
- Kościół Najświętszej Krwi Pana Jezusa (ul. Żydowska 34)
- Schronisko dla Starców i Zniedołężniałych im. Salomona Beniamina Latza (ul. Żydowska 15/18)

### Obiekty nieistniejące
- Kościół św. Gotarda
- Najstarsza Synagoga
- Stara Synagoga
- Nowa Synagoga
- Synagoga Nehemiasza
- Synagoga Stowarzyszenia Braci Gminy
- Synagoga Stowarzyszenia Przyjaciół Dobroczynności
- Szpital dla Ubogich im. Salomona Beniamina Latza